# Rutger Bregman
Rutger C. Bregman (Renesse, 26 aprile 1988) è uno scrittore e storico olandese. Ha pubblicato diversi libri di storia, filosofia ed economia tra cui il bestseller Utopie per realisti. Come costruire davvero il mondo ideale. L'opera è stata recensita da The Guardian, The Washington Post e dalla BBC. TED ha descritto Bregman come "uno dei più promettenti giovani pensatori d'Europa".

## Biografia
Nato in Zelanda, Rutger Bregman ha conseguito il Bachelor of Arts in storia all'Università di Utrecht nel 2009. Ha ottenuto anche un Master of Arts in storia nel 2012, conseguito in parte ad Utrecht ed in parte a Los Angeles. Bregman lavora come cronista per il giornale on-line olandese de Correspondent. Nel 2017, ha scritto il saggio Gratis geld voor iedereen (Utopia per realisti) che è diventato bestseller nei Paesi Bassi ed è stato tradotto in 16 lingue e pubblicato in 23 paesi. Nella sua opera, propone tre idee innovative per il futuro: il reddito di base per tutti, la settimana lavorativa di 15 ore alla settimana e le frontiere aperte con libertà di movimento per tutti.

## Opere tradotte in italiano
- Utopia per realisti. Come costruire davvero il mondo ideale, trad. Giancarlo Carlotti, Milano, Feltrinelli, 2017, ISBN 978-88-07-17325-7.
- Una nuova storia(non cinica)dell’umanità, trad. Maria Cristina Coldagelli, Milano, Feltrinelli, 2020, ISBN 978-88-07-49284-6.